# Tazang
Tazang (ou Tazan, Tezingue) est une localité du Cameroun située dans le département du Mayo-Sava et la Région de l'Extrême-Nord, à proximité de la frontière avec le Nigeria. Elle fait partie de l'arrondissement de Tokombéré et du canton de Mada. 

## Population
En 1966-1967 la localité comptait 1 311 habitants, principalement des Mada. À cette date elle disposait d'un marché hebdomadaire régional le jeudi.
Lors du recensement de 2005, 3 055 personnes y ont été dénombrées.